# Giambattista Valli
Giambattista Valli (Róma, 1966. június 27. –) Párizsban élő olasz divattervező és divatház-tulajdonos, aki a prêt-à-porter és az haute couture területén . Egy ideig ő volt a felelős a Moncler Gamme Rouge nevű női vonaláért is.

## Ifjúkora
Rómában született. Konzervatív nevelésének szerves részét képezte, hogy vatikáni vallásos iskolába járt. Nyolcéves korától kezdve érdekli a divat.
Elsőként Jean Cocteau alkotásai keltették fel a figyelmét, majd művészeti iskolai tanulmányai alatt az Yves Saint Laurent és a Dior terveiből merített inspirációt. Művészeti iskolai diplomát szerzett, 1986-ban csatlakozott a Római Európai Design Intézethez (Istituto Europeo di Design), majd 1987-ben illusztrátor-tanfolyamot végzett a londoni Central Saint Martinsben. 
Első állását a divatvilágban Cecilia Fanfaninál kapta Rómában, ahol római divatbemutatók megszervezésével foglalkozott. Ezen a cégen keresztül ismerkedett meg Roberto Capuccival, aki PR-munkát ajánlott neki. Később egy előléptetés révén a tervezőcsapatba került, amelynek egyedülálló stílusa miatt igen nagyra becsült tagja lett.
1990-ben felkérték a Fendi Fendissima vonalának vezető tervezői posztjára, majd 1995-től a Krizia női prêt-à-porter kollekcióin dolgozott. 

## Karrier
2005-ben hozta létre saját márkáját, ugyanebben az évben bejelentette első prêt-à-porter kollekciójának megjelenését Párizsban. Álma, amiért elhagyta Olaszországot, az volt, hogy  igazi maison de couturet, divatházat hozzon létre a Roberto Capuccinál, a Fendinél és az Emanuel Ungaro kreatív igazgatójaként szerzett tapasztalatai alapján. 
Divatházának egy történelmi épület ad otthont a rue Boissy d'Anglas-on, ahol prêt-à-porter kollekciói, cipői, táskái, ékszerei egyaránt megcsodálhatók. 
2011-ben mutatta be első couture kollekcióját, ezáltal hivatalosan is megkapta az haute couture divatház elnevezést.   
2014-ben elindította legújabb prêt-à-porter vonalát, a Giambát. 
2008 és 2017 között Giambattista Valli a Moncler Gamme Rouge kreatív igazgatója volt. 
Megnyerte a Star Honoree díjat 2011-ben New Yorkban, valamint az Elle China szerint az év legjobb tervezőjének járó díjat 2013-ban. 2015-ben a spanyol Marie Claire választotta a legjobb tervezőnek. 
Többek között Amal Clooney, Rihanna, Jordánia királynője, Ariana Grande, Kendall Jenner és Gwyneth Paltrow viselik előszeretettel kreációit. 
A Giambattista Valli elsősorban a névadó tervező tulajdonában van, de 2017 óta az Artemis (a Pinault család befektetési csoportja) kisebbségi részesedésével működik a márka Párizsban, Londonban, Milánóban, Saint-Tropezban, Dohában, Szöulban és Pekingben. Nemzetközi szinten több, mint 245 értékesítési pontja van. 
2019-ben közös kollekciót készített a H&M-mel.